# Ovaten
Ovaten ist im Keltischen Neopaganismus ein pseudo-keltischer Priesterrang, deren vornehmliche Aufgabe aus dem Orakel oder der Deutung von Ereignissen besteht. Der Name ist ein im 19. Jahrhundert erfolgtes Ergebnis einer Fehllesung des festlandkeltischen, später auch lateinischen Wortes vates. Mit griechischen Buchstaben wurde es ούάτειξ geschrieben, so dass ein der griechischen Sprache nicht Bewanderter ovates lesen konnte.
Im heutigen irischen Zweig innerhalb der Neodruidenorden entspricht dieser Priesterrang der untersten Stufe, im britannischen Zweig der mittleren Stufe, die ein Dedikant erreichen kann. Üblicherweise wird dieser Rang erst nach einem Studium von mindestens drei Jahren erreicht: Der Schüler benötigt ein erhebliches Wissen über Rituale, keltische Sagen und Mythen und Meditationstechniken, das ihn befähigt, eintretende Ereignisse voraussehend zu bewerten und zu orakeln. Eines der Instrumentarien besteht z. B. im Wissen um die Coelbren und wie sie gelesen werden. Opfergaben von Haselnüssen, Wein, Salz oder Räuchergaben sind als Dank für eine Voraussage üblich.